# Aethomys namaquensis
Aethomys namaquensis é uma espécie de roedor da família Muridae.
Pode ser encontrada nos seguintes países: Angola, Botswana, Lesoto, Malawi, Moçambique, Namíbia, África do Sul, Essuatíni, Zâmbia e Zimbabwe.
Os seus habitats naturais são: florestas temperadas, savanas áridas, matagal de clima temperado, matagal árido tropical ou subtropical, campos de gramíneas de clima temperado, áreas rochosas, desertos quentes, desertos temperados, costas rochosas, terras aráveis, jardins rurais e áreas urbanas.